# Норт Вонто (Њујорк)
Норт Вонто (енгл. North Wantagh) насељено је место без административног статуса у америчкој савезној држави Њујорк.

## Демографија
По попису из 2010. године број становника је 11.960, што је 196 (-1,6%) становника мање него 2000. године.
| Група             | 2000.          | 2010.          |
| Белци             | 11.248 (92,5%) | 10.597 (88,6%) |
| Афроамериканци    | 55 (0,5%)      | 92 (0,8%)      |
| Азијати           | 221 (1,8%)     | 300 (2,5%)     |
| Хиспаноамериканци | 556 (4,6%)     | 897 (7,5%)     |
| Укупно            | 12.156         | 11.960         |